# 요즘책방 : 책 읽어드립니다
《요즘책방 : 책 읽어드립니다》는 2019년 9월 24일부터 tvN에서 방송된 텔레비전 프로그램이다.

## 방송 개요
스테디셀러 책들을 알기 쉽게 풀어주는 독서 예능 프로그램.

## 방송 시간
| 방송 채널 | 방송 기간                         | 방송 시간             | 비고 |
| --------- | --------------------------------- | --------------------- | ---- |
| tvN       | 2019년 9월 24일 ~ 2020년 3월 17일 | 화요일 오후 8시 10분  |      |
| tvN       | 2020년 3월 23일 ~ 2020년 4월 27일 | 월요일 오후 10시 30분 |      |

## 고정 출연자
- 전현무
- 설민석
- 이적
- 장강명
- 윤소희

### 이전 고정 출연자
- 문가영 (1회 ~ 9회)

## 에피소드 목록

### 2019년
| 회차   | 방송일    | 도서 주제                             | 출연                       |
| ------ | --------- | ------------------------------------- | -------------------------- |
| 1회    | 9월 24일  | 《사피엔스》 - 유발 하라리            | 김상욱 교수, 윤대현 교수   |
| 2회    | 10월 1일  | 《징비록》 - 유성룡                   | 이장원, 김상욱 교수        |
| 3회    | 10월 8일  | 《군주론》 - 니콜로 마키아벨리        | 김경일 교수, 양정무 교수   |
| 4회    | 10월 15일 | 《멋진 신세계》 - 올더스 헉슬리       | 김상욱 교수, 김경일 교수   |
| 5회    | 10월 22일 | 《신곡》 - 단테                       | 유성호 교수, 양정무 교수   |
| 6회    | 10월 29일 | 《총, 균, 쇠》 - 재러드 다이아몬드    | 김상욱 교수, 장대익 교수   |
| 7회    | 11월 5일  | 《예루살렘의 아이히만》 - 한나 아렌트 | 김태경 교수, 이진우 교수   |
| 8회    | 11월 12일 | 《백범일지》 - 김구                   | 김상균 교수, 윤주빈        |
| 9회    | 11월 19일 | 《넛지》 - 리처드 탈러                | 김경일 교수, 최재붕 교수   |
| 10회   | 11월 26일 | 《이기적 유전자》 - 리처드 도킨스     | 김상욱 교수, 장대익 교수   |
| 11회   | 12월 3일  | 《팩트풀니스》 - 한스 로슬링          | 김범준 교수, 김경일 교수   |
| 12회   | 12월 10일 | 《데미안》 - 헤르만 헤세              | 서천석 전문의, 김상욱 교수 |
| 13회   | 12월 17일 | 《정의란 무엇인가》 - 마이클 샌델     | 도진기 변호사, 김경일 교수 |
| 스페셜 | 12월 24일 | 특별편 #1                             |                            |
| 스페셜 | 12월 31일 | 특별편 #2                             |                            |

### 2020년
| 회차 | 방송일   | 도서 주제                                   | 출연                             |
| ---- | -------- | ------------------------------------------- | -------------------------------- |
| 14회 | 1월 7일  | 《코스모스》 - 칼 세이건                    | 이명현 천문학자, 김범준 교수     |
| 15회 | 1월 14일 | 《서양미술사》 - 에론스트 곰브리치          | 김상욱 교수, 양정무 교수         |
| 16회 | 1월 21일 | 《아내를 모자로 착각한 남자》 - 올리버 색스 | 문제일 교수, 김경일 교수         |
| 17회 | 1월 28일 | 《침묵의 봄》 - 레이첼 카슨                 | 김범준 교수, 계명찬 교수         |
| 18회 | 2월 4일  | 《하멜 표류기》 - 헨드릭 하멜               | 김상욱 교수, 김경일 교수         |
| 19회 | 2월 11일 | 《노동의 종말》 - 제러미 리프킨             | 정지훈 교수, 조성준 교수         |
| 20회 | 2월 18일 | 《타인의 고통》 - 수전 손택                 | 이수정 교수, 김경훈 사진기자     |
| 21회 | 2월 25일 | 《삼국지》 - 진수                           | 김상욱 교수, 김경일 교수         |
| 22회 | 3월 3일  | 《삼국지》 - 진수                           | 김상욱 교수, 김경일 교수         |
| 23회 | 3월 10일 | 《페스트》 - 알베르 카뮈                    | 김상욱 교수, 박한선 신경인류학자 |
| 24회 | 3월 17일 | 《햄릿》 - 윌리엄 셰익스피어                | 김경일 교수, 김헌 교수           |
| 25회 | 3월 23일 | 《한중록》 - 혜경궁 홍씨                    | 김상욱 교수, 김태경 교수         |
| 26회 | 3월 30일 | 《호밀밭의 파수꾼》 - J. D. 샐린저          | 이동귀 교수, 전상진 교수         |
| 27회 | 4월 6일  | 《인간관계론》 - 데일 카네기                | 김범준 교수, 김태경 교수         |
| 28회 | 4월 13일 | 《동물농장》 - 조지 오웰                    | 김상욱 교수, 박한선 신경인류학자 |
| 29회 | 4월 20일 | 《지리의 힘》 - 팀 마샬                     | 김범준 교수, 김이재 교수         |
| 30회 | 4월 27일 | 《걸리버 여행기》 - 조너선 스위프트         | 김상욱 교수, 김경일 교수         |

## 시청률

### 2019년
| 회차 | 방송일    | AGB 시청률     |
| 회차 | 방송일    | 대한민국(전국) |
| ---- | --------- | -------------- |
| 1    | 9월 24일  | 1.462%         |
| 2    | 10월 1일  | 2.066%         |
| 3    | 10월 8일  | 2.002%         |
| 4    | 10월 15일 | 1.457%         |
| 5    | 10월 22일 | 1.693%         |
| 6    | 10월 29일 | 2.392%         |
| 7    | 11월 5일  | 2.477%         |
| 8    | 11월 12일 | 1.667%         |
| 9    | 11월 19일 | 1.913%         |
| 10   | 11월 26일 | 1.825%         |
| 11   | 12월 3일  | 2.034%         |
| 12   | 12월 10일 | 2.07%          |
| 13   | 12월 17일 | 2.154%         |

### 2020년
| 회차 | 방송일   | AGB 시청률     |
| 회차 | 방송일   | 대한민국(전국) |
| ---- | -------- | -------------- |
| 14   | 1월 7일  | 2.23%          |
| 15   | 1월 14일 | 1.921%         |
| 16   | 1월 21일 | 2.126%         |
| 17   | 1월 28일 | 2.142%         |
| 18   | 2월 4일  | 2.542%         |
| 19   | 2월 11일 | 2.082%         |
| 20   | 2월 18일 | 1.997%         |
| 21   | 2월 25일 | 3.502%         |
| 22   | 3월 3일  | 3.517%         |
| 23   | 3월 10일 | 2.826%         |
| 24   | 3월 17일 | 2.591%         |
| 25   | 3월 23일 | 2.807%         |
| 26   | 3월 30일 | 1.907%         |
| 27   | 4월 6일  | 2.341%         |
| 28   | 4월 13일 | 2.396%         |
| 29   | 4월 20일 | 3.441%         |
| 30   | 4월 27일 | 2.522%         |

## 같이 보기
- 비밀 독서단 (O tvN)